# La Lomita, Zitácuaro
La Lomita är en ort i Mexiko.   Den ligger i kommunen Zitácuaro och delstaten Michoacán de Ocampo, i den södra delen av landet, 120 km väster om huvudstaden Mexico City. La Lomita ligger 2 345 meter över havet och antalet invånare är 225.
Terrängen runt La Lomita är bergig. Runt La Lomita är det ganska tätbefolkat, med 90 invånare per kvadratkilometer. Närmaste större samhälle är Heróica Zitácuaro, 6,4 km nordväst om La Lomita. I omgivningarna runt La Lomita växer i huvudsak blandskog.